# Souvigny-en-Sologne
Souvigny-en-Sologne è un comune francese di 504 abitanti situato nel dipartimento del Loir-et-Cher nella regione del Centro-Valle della Loira.

## Società

### Evoluzione demografica
Abitanti censiti